# Bisaltes elongatus
Bisaltes elongatus là một loài bọ cánh cứng trong họ Cerambycidae.